# Erica prolata
Erica prolata là một loài thực vật có hoa trong họ Thạch nam. Loài này được E.G.H.Oliv. & I.M.Oliv. mô tả khoa học đầu tiên năm 2005.